# Rhodoscypha ovilla
Rhodoscypha ovilla — вид грибів, що належить до монотипового роду Rhodoscypha.

## Поширення і середовище існування
Знайдений у ґрунті у штаті Нью-Йорк, США.